# Khướu bụi cánh hung
Stachyris erythroptera là một loài chim trong họ Timaliidae.